# Copestylum aricia
Copestylum aricia är en tvåvingeart som först beskrevs av Charles Howard Curran 1930.  Copestylum aricia ingår i släktet Copestylum och familjen blomflugor. Inga underarter finns listade i Catalogue of Life.